# 소 (성씨)
소(蘇, 邵, 蕭)씨는 중국과 한국의 성씨이다.

## 깨어날 소 蘇

### 한국
소(蘇)씨는 2015년 대한민국 통계청 인구조사에서 52,427명으로 조사되어 한국의 성씨 인구 67위이다. 본관은 진주(晋州), 단본이다. 
요임금의 후손인 기곤오가 소성의 하백에 봉해지고 기원전2266년 소성이 단군조선에 영속되었으며 기씨를 소씨로 고쳤다고 한다. 소곤오(기곤오)의 후손이 신라 6부 촌장 중의 한사람인 돌산 고허촌(突山 高墟村)의 소벌도리(蘇伐都利)라고 전해진다. 
진주 소씨(晋州蘇氏)는 소벌도리의 25세손인 알천이 신라 진덕왕 때 상대등(上大等)을 지내고 소경(蘇慶)으로 개명하여 시조로 삼는다.
15세손 소계령은 고려 헌종 때 이부상서가 되었으며 딸이 회순왕후(懷純王后)로 봉해져 진산부원군이 되었다고 한다.
중시조 소희철(蘇希哲)이 고려 말기 상호군(上護軍)을 지냈다. 소희철 9세손 소세량(蘇世良)이 조선 중종 때 문과에 급제하여 대사간을 지냈고, 소세량의 아우 소세양(蘇世讓)도 중종 때 문과에 급제하여 좌찬성(左贊成)에 이르렀다.

### 중국
소(蘇, 병음 Su)씨는 중국 성씨 순위 41위이며, 대략 7가지 계통이 있다. 초나라에 병합된 소나라, 고대 중국의 소수민족, 북위 선비족 3가지 계통이 대표적이다. 그리고 위구르과 유사한 유고족(裕固族), 이족, 창족등이 창성했다고 한다. 인물로는 당나라의 장군 소정방(蘇定方), 대만의 가수·배우 소유붕(蘇有朋)이 있다.

## 나라 소 邵
소(邵)씨는 중국 박릉(博陵: 산동성 동림도 박평현의 제나라 때 지명)에서 계출된 성씨이다. 주(周)나라 왕족인 소공(召公)이 소(召; 陝西 歧山) 지역을 식읍으로 하여 주 성왕(成王) 때에 삼공(三公)의 위(位)에 올랐으며, 태보(太保)를 지냈다고 한다. 소공의 후예가 소(召)자에 우부방변(阜)을 붙혀서 소(邵)를 성(姓)으로 삼았다고 전한다. 
소(邵)씨는 2015년 대한민국 통계청 인구조사에서 1,309명으로 조사되었다. 
평산 소씨(平山邵氏)의 시조(始祖) 소옹(邵雍)은 중국에서 영천 단련추관(潁川團鍊推官)을 지내고 나라에 공(功)을 세워 신안백(新安伯)에 봉해졌다고 한다.
중시조 소태보(邵台輔)가 고려 문종(文宗) 때 호부시랑(戶部侍郞)을 거쳐 선종(宣宗) 때 형부상서(刑部尙書) 서북면병마사(西北面兵馬使) 이부상서(吏部尙書) 좌복야(左僕射)가 되었고, 1094년에 헌종(獻宗)이 즉위하자 문하시랑평장사(門下侍郎平章事) 상주국(上柱國)이 되었으며, 숙종 때 문하시중(門下侍中)으로 치사하였다.

## 맑은대쑥 소 蕭
소(蕭)씨는 2015년 대한민국 통계청 인구조사에서 15명으로 조사되었다.
소 (蕭, 병음 Xiao)는 한국과 중국의 성씨로 다양한 계통이 있다. 그 가운데 영성 계열도 있다. 요나라(거란) 예지황후를 비롯하여 대부분의 황후들이 소(蕭)씨인데, 요나라 안에서 본래는 한가지 계통이었으나, 후에 최고 공족의 성을 야율과 소(蕭) 두 성씨로 일원화하여 계통이 증가하였다. 고려가 거란과 전쟁, 교섭하였을 때 문헌에 등장한다.

## 같이 보기
- 소씨 (쓰시마)
- 蘇姓
- 蕭姓
- 邵姓